# Evabritt Gratte
Evabritt Gunnel Tilling Gratte, ogift Bergdahl, född 25 januari 1949 i Almby församling, Örebro län, är en svensk violinist, violinpedagog och läromedelsförfattare.
Evabritt Gratte har en violinpedagogisk examen och har studerat för Sheila Nelson i London och professor Karl-Ove Mannberg i Stockholm. Som violinpedagog har hon arbetat vid musikskolor i Linköping, Filipstad, Nyköping och Stockholm och hon har också varit lärare vid Stockholms Musikpedagogiska Institut samt vid Kungliga Musikhögskolan. Hon ingår i fakulteten vid IFL vid Handelshögskolan i Stockholm AB.
År 1982 var hon under namnet Evabritt Tilling först i Sverige med att bedriva storgruppsundervisning i fiol, cello och piano. Hon är konstnärlig ledare för avantgardeensemblen Paradisets barn (Les enfants du paradis) sedan 2003. Paradisets barn var den första barnensemble som medverkade i den internationella festivalen Stockholm New Music samma år.
Gratte har varit solist vid kammar- och orkesterkonserter och har gjort inspelningar för radion. Hon har turnerat med organisten Roland Forsberg och pianisten Carl-Otto Erasmie. Gratte har också gett ut en rad läromedel i musik.
Evabritt Gratte var gift första gången 1968–1972 med Lars Erik Rydberg (1942–1978), andra gången 1972–1984 med musikern Lars Tilling (född 1940), med vilken hon har sonen Daniel Tilling (född 1975) som är jazzpianist, och tredje gången sedan 1985 med advokaten Per Gratte (född 1940), med vilken hon har två barn, födda 1985 och 1987.